# Badmintonmeisterschaft von Hongkong 1992
Die Badmintonmeisterschaft von Hongkong des Jahres 1992 trug den vollständigen Namen Bank of China (Hong Kong) Hong Kong Annual Badminton Championships 1992 (chinesisch 1992 中銀香港全港羽毛球錦標賽).

## Sieger und Finalisten
| Disziplin    | Gold                         | Silber                      |
| ------------ | ---------------------------- | --------------------------- |
| Herreneinzel | Chan Kin Ngai                | Wong Wai Lap                |
| Dameneinzel  | Chan Oi Ni                   | Wong Chun Fan               |
| Herrendoppel | Chan Siu Kwong Ng Pak Kum    | Tse Bun Chow Kin Man        |
| Damendoppel  | Chung Hoi Yuk Cheng Yin Sat  | Wong Chun Fan Chan Oi Ni    |
| Mixed        | Chan Siu Kwong Chung Hoi Yuk | Lee Yu Ming Tsang Ching San |